# Cosmin Bîrnoi
Cosmin Marian Bîrnoi (n. 17 august 1997, Hunedoara, Hunedoara, România) este un fotbalist român, care evoluează pe postul de fundaș la clubul din Liga a III-a, Politehnica Timișoara.